# Empty Hearts
Pour plus de détails, voir Fiche technique et Distribution.
Empty Hearts est un film américain réalisé par Alfred Santell, sorti en 1924.

## Synopsis
Milt Kimberlin épouse une danseuse de cabaret qui meurt après avoir perdu son argent. Des années plus tard, il retrouve sa fortune et se remarie, mais il est distant car sa première femme lui manque. Sa nouvelle épouse le quitte après l'arrivée d'une lettre d'un maître chanteur suggérant l'infidélité dans son premier mariage mais finalement la vérité est révélée et leur relation se renforce.

## Fiche technique
- Titre : Empty Hearts
- Réalisation : Alfred Santell
- Scénario : Adele Buffington d'après une histoire d'Evelyn Campbell (en)
- Photographie : Ernest Haller
- Pays d'origine : États-Unis
- Format : Noir et blanc - 1,33:1 - Film muet
- Genre : drame
- Date de sortie : 1924

## Distribution
- John Bowers : Milt Kimberlin
- Charles Murray : Joe Delane
- John Miljan : Frank Gorman
- Clara Bow : Rosalie
- Buck Black : Val Kimberlin
- Lillian Rich : Madeline
- Joan Standing : Hilda